# IFK Tumba Fotboll
IFK Tumba Fotboll är en fotbollsförening i Botkyrka kommun i sydvästra Stockholm och en av 6 klubbar i IFK Tumba Idrottsallians.
Fotbollen har ingått i IFK Tumbas verksamhet  sedan starten 1932 men även innan det, då under  Tumba TGIF. En schism i Tumba TGIF var det som fick fotbollen att brytas sig ur föreningen och grunda sin egen verksamhet. Premiärmatchen spelades 5 maj 1932 mot Huddinge IF och slutade med seger till Tumba, 3-2.
Tidigare hemmaarenan Rödstu Hage invigdes 1941 och innebar en topp i IFK Tumbas framgångar. Fotbollssektionen lades dock ned 1944 och togs över av Tumba Bruks IF (tidigare IK Fram), som drev den fram till 1955 då verksamheten upphörde. Efter drygt ett års uppehåll återuppstod fotbollen i IFK Tumbas regi jubileumsåret 1957.
Mest framgångsrik har ungdomssektionen varit med deltagande i juniorallsvenskan (pojkar födda 1987), 2013 med pojkar födda 1994 och framgångar i Sankt Erikscupen.
Herrarnas A-lag spelar säsongen 2019/20 i div 4 Södra.